# 東村 (千葉県長生郡)
東村（ひがしむら）は、千葉県長生郡（上埴生郡）にかつて存在した村である。長南町立東小学校などにその名をとどめる。

## 地理
- 現在の睦沢町の中部、長南町の南東部に位置している。
- 村域は山がちな地形である。
- 村には一宮川の支流である埴生川の中流に位置している。

## 歴史
1878年（明治11年）、郡区町村編制法の施行に際し、「下小野田村・上小野田村・地引村・中原村・給田村」「小生田村・市野々村」「芝原村・森村・長楽寺村」の連合で戸長役場が置かれ、豊原村は一村独立した。1884年（明治17年）、連合戸長役場の管轄変更により、「下小野田村・上小野田村・小生田村」は「市野々村・小沢村・報恩寺村・茗荷沢村」と連合し、「地引村・中原村・給田村・芝原村・長楽寺村・豊原村」の連合が形成された。
1889年（明治22年）、町村制の施行に伴い、10か村の合併により成立。村名は「郡の東側に位置するから」という理由で名付けられた。対になる名を持つ村として、西村が成立した。

### 沿革
- 1889年（明治22年）4月1日 - 町村制施行により下小野田村、上小野田村、小生田村、地引村、中原村、給田村、芝原村、豊原村、森村、長楽寺村が合併して上埴生郡東村が発足。
- 1897年（明治30年）4月1日 - 上埴生郡は長柄郡と統合されて長生郡が発足。長生郡東村となる。
- 1955年（昭和30年）
  - 2月11日 - 東村は庁南町、豊栄村、西村とともに合併し、長南町を新設。同日東村廃止。
  - 7月20日 - 長南町のうち旧東村の一部（森、長楽寺）は土睦村と夷隅郡瑞沢村とともに合併し睦沢村が発足。

変遷表
| 1868年 以前 | 1868年 以前 | 明治7年 | 明治22年 4月1日 | 明治30年 4月1日 | 明治30年 4月1日 | 昭和30年 | 昭和30年 | 昭和58年 4月1日 | 現在   |
| 1868年 以前 | 1868年 以前 | 明治7年 | 明治22年 4月1日 | 明治30年 4月1日 | 明治30年 4月1日 | 2月11日  | 7月20日  | 昭和58年 4月1日 | 現在   |
| ----------- | ----------- | ------- | --------------- | --------------- | --------------- | -------- | -------- | --------------- | ------ |
|             | 葛田村      | 豊原村  | 東村            | 長生郡 発足     | 東村            | 長南町   | 長南町   | 長南町          | 長南町 |
|             | 大井村      | 豊原村  | 東村            | 長生郡 発足     | 東村            | 長南町   | 長南町   | 長南町          | 長南町 |
|             | 西湖村      | 豊原村  | 東村            | 長生郡 発足     | 東村            | 長南町   | 長南町   | 長南町          | 長南町 |
|             | 久原村      | 豊原村  | 東村            | 長生郡 発足     | 東村            | 長南町   | 長南町   | 長南町          | 長南町 |
|             | 長井村      | 豊原村  | 東村            | 長生郡 発足     | 東村            | 長南町   | 長南町   | 長南町          | 長南町 |
|             | 地引村      |         | 東村            | 長生郡 発足     | 東村            | 長南町   | 長南町   | 長南町          | 長南町 |
|             | 中原村      |         | 東村            | 長生郡 発足     | 東村            | 長南町   | 長南町   | 長南町          | 長南町 |
|             | 給田村      |         | 東村            | 長生郡 発足     | 東村            | 長南町   | 長南町   | 長南町          | 長南町 |
|             | 下小野田村  |         | 東村            | 長生郡 発足     | 東村            | 長南町   | 長南町   | 長南町          | 長南町 |
|             | 上小野田村  |         | 東村            | 長生郡 発足     | 東村            | 長南町   | 長南町   | 長南町          | 長南町 |
|             | 小生田村    |         | 東村            | 長生郡 発足     | 東村            | 長南町   | 長南町   | 長南町          | 長南町 |
|             | 芝原村      |         | 東村            | 長生郡 発足     | 東村            | 長南町   | 長南町   | 長南町          | 長南町 |
|             | 森村        | 森村    | 東村            | 長生郡 発足     | 東村            | 長南町   | 睦沢村   | 町制            | 睦沢町 |
|             | 長楽寺村    |         | 東村            | 長生郡 発足     | 東村            | 長南町   | 睦沢村   | 町制            | 睦沢町 |

## 人口
総数 [単位： 人]
| 1891年（明治24年） | 4,139 |